# Kukuljani
Kukuljani – wieś w Chorwacji, w żupanii primorsko-gorskiej, w gminie Jelenje. W 2011 roku liczyła 87 mieszkańców.